# Relations entre le Kazakhstan et la Russie
Les relations entre le Kazakhstan et la Russie se réfèrent aux relations bilatérales entre le Kazakhstan et la fédération de Russie. Le Kazakhstan dispose d'une ambassade à Moscou et de consulats généraux à Saint-Pétersbourg, Astrakhan et Omsk. La Russie dispose d'une ambassade à Astana et de deux consulats à Almaty et Oural.

## Vue d'ensemble
Environ 20 % de la population de près de 20 millions d’habitants est d’origine russe. Le Kazakhstan, vaste pays sans accès à la mer, dépend du territoire russe pour son commerce extérieur, notamment ses exportations d'hydrocarbures qui transitent par le port russe de Novorossiïsk sur la mer Noire.

Le Kazakhstan et la Russie sont tous les deux des membres fondateurs de l'Organisation de coopération de Shanghai et l'Organisation du traité de sécurité collective et, en outre, font partie du Conseil de partenariat euro-atlantique et de l'Union économique eurasiatique. Cependant, les relations stratégiques entre la Russie et le Kazakhstan sont quelque peu compliquées par les liens simultanés avec le Plan d'action individuel pour le Partenariat (en) en lien avec l'OTAN et l'approfondissement de ses relations avec les États-Unis. 

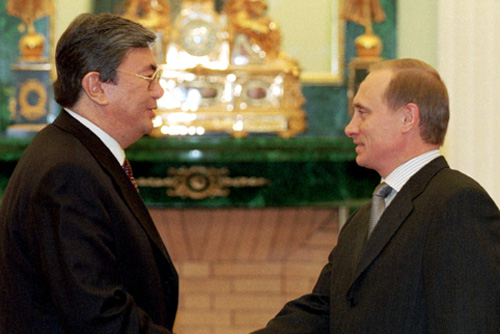
Kassym-Jomart Tokaïev, alors premier ministre du Kazakhstan, reçu en janvier 2000 par le président russe (par intérim) Vladimir Poutine au Kremlin.
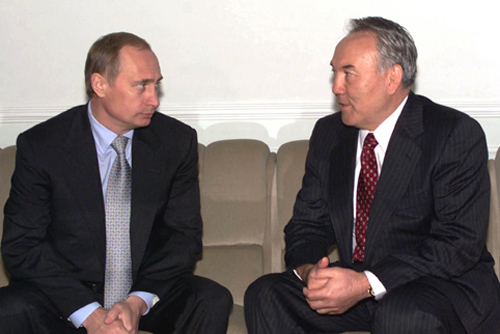
Le président kazakh Noursoultan Nazarbaïev et son homologue russe Vladimir Poutine en mai 2000, quelques mois après l'élection de ce dernier.
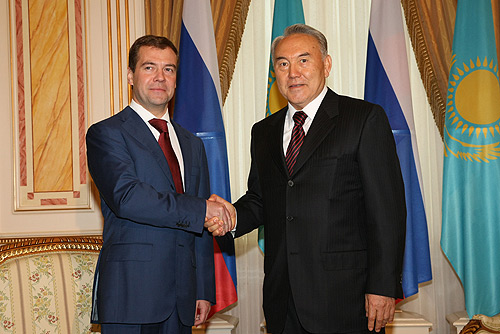
Le président kazakh Nursultan Nazarbaïev et son homologue russe Dimitri Medvedev en mai 2008.
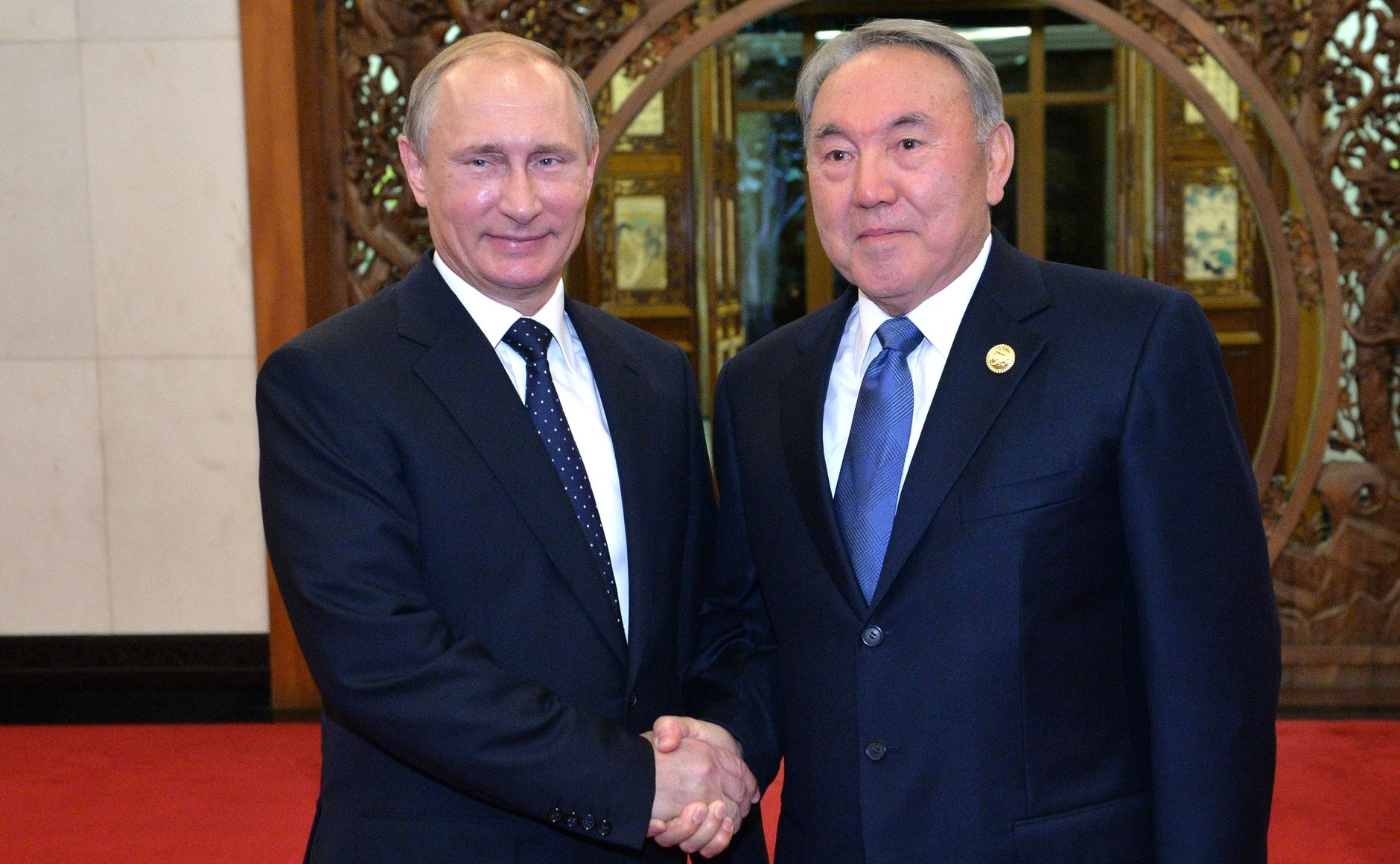
Les président kazakh et russe Noursoultan Nazarbaïev et Vladimir Poutine en septembre 2015
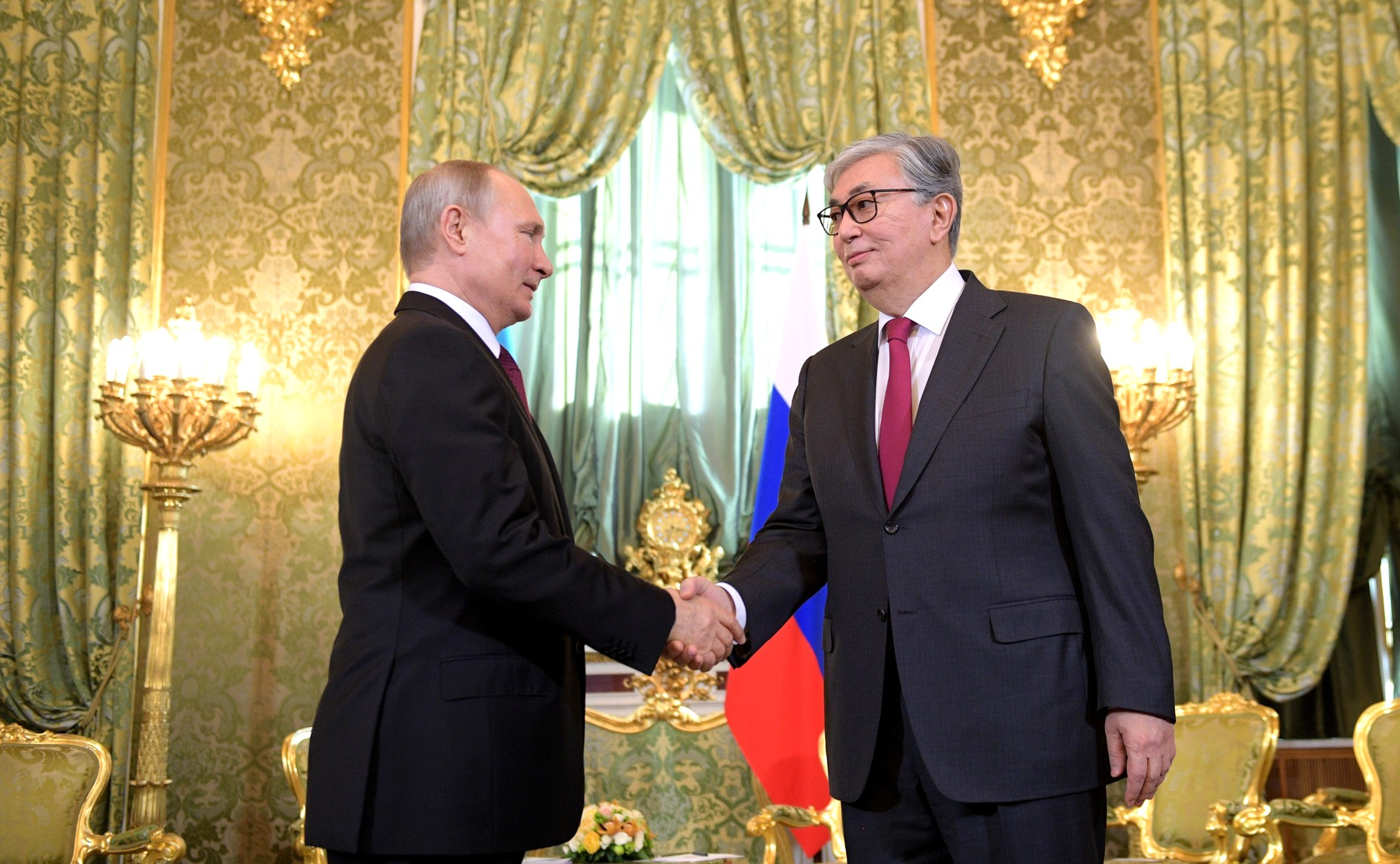
Kassym-Jomart Tokaïev, président kazakh depuis avril 2019, rencontre son homologue russe Vladimir Poutine cette même année.

## Histoire contemporaine des relations russo-kazakh
Au cours des dernières années, le Kazakhstan a tenté d'équilibrer les liens entre les deux pays en vendant du pétrole et du gaz naturel à son voisin du Nord à des prix anormalement bas. Cela a permis de lourds investissements des entreprises russes et la poursuite des négociations sur le cosmodrome de Baïkonour, tout en aidant simultanément l'Occident à la guerre contre le terrorisme.

### Manifestations de 2022 au Kazakhstan
Début janvier 2022, au Kazakhstan, des manifestations initialement déclenchées par une hausse du prix du carburants se généralisent et dégénèrent dans tous les principaux centres urbains du pays. Le 6 janvier,  le président kazakh Kassym-Jomart Tokaiev annonce qu'il est désormais « approprié et opportun » de faire appel aux États membres de l'Organisation du traité de sécurité collective pour obtenir de l'aide militaire afin de faire face à la révolte, qualifiée de « menace terroriste ». En réaction, le même jour, la Russie déploie 2000 soldats chez son voisin pour l'aider à réprimer la révolte, qui prend fin au bout de 8 jours ; les troupes russes quittent le pays le 11 janvier. Un mois plus tard, le 10 février, président kazakh Kassym-Jomart Tokaïev se rend à Moscou et remercie son homologue russe pour son aide militaire.

### Impact de la guerre d'Ukraine
Deux semaines après la visite de Kassym-Jomart Tokaïev à Moscou, le 24 février 2022, la Russie attaque l'Ukraine pour renverser le gouvernement pro-occidental mis en place à la suite de la révolution ukrainienne de 2014, et le remplacer par un gouvernement pro-russe. À noter que la Russie est alors déjà techniquement en guerre contre l'Ukraine depuis 2014, mais dans une zone limitée de l'est du pays, le Donbass, où elle soutient les groupes armés  indépendantistes dans les oblasts ukrainiens de Donetsk et de Lougansk. Simultanément à sa décision d'attaquer Kiev, le gouvernement russe reconnait officiellement l'indépendance les républiques séparatistes pro-russes de Donetsk et de Lougansk.  

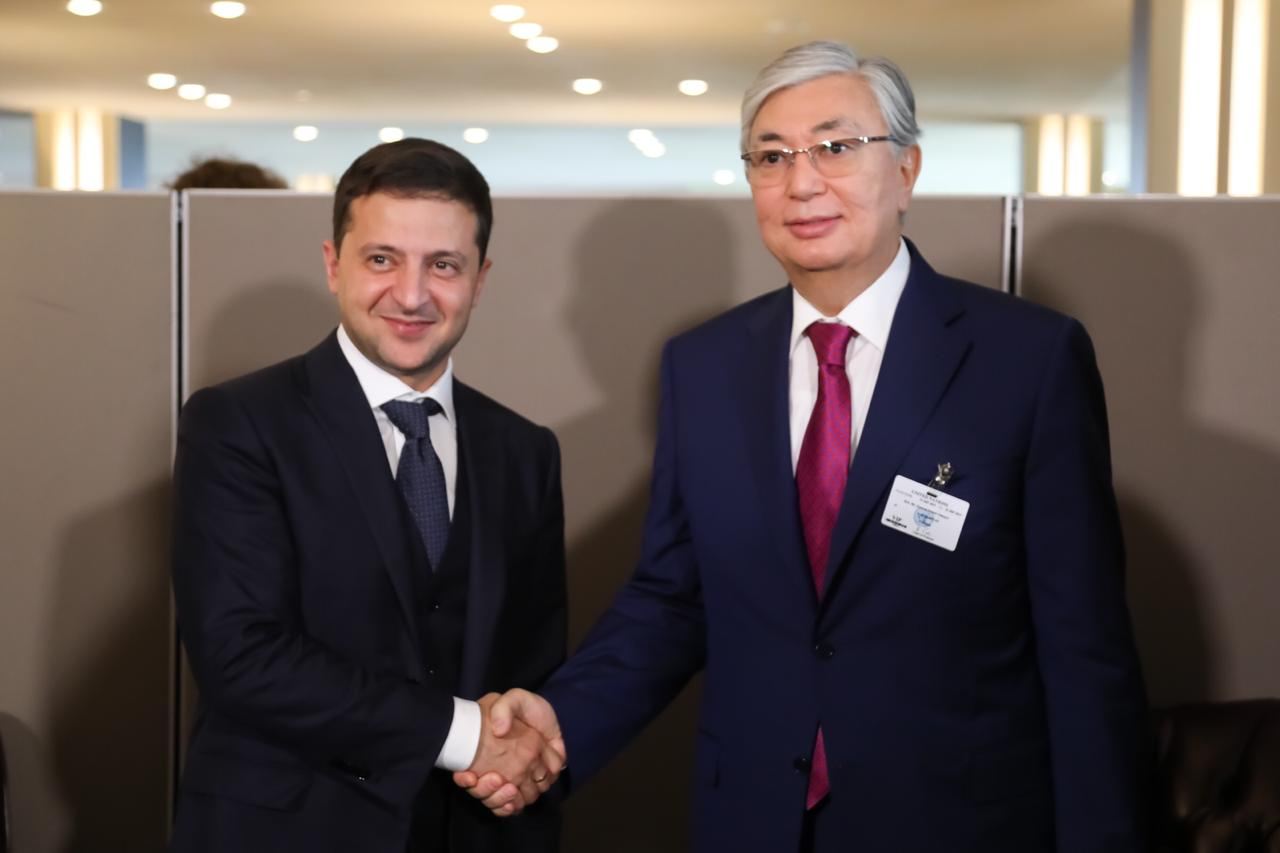
Les président kazakh et ukrainien Volodymyr Zelensky et Kassym-Jomart Tokaïev, tous deux arrivés à la présidence de leurs pays en 2019, se rencontrent en septembre de cette même année à l'Assemblée générale des Nations unies. L'Ukraine est alors déjà en guerre avec la Russie depuis 2014 dans la région du Donbass.

Contre toute-attente, le gouvernement kazakh prend publiquement ses distances avec les décisions de Moscou, annonce qu'il ne reconnait pas l'indépendance de ces deux territoires, et refuse la participation de troupes kazakhs à l’invasion de l'Ukraine. À noter que la Kazakhstan avait aussi refusé de reconnaître l'indépendance d'autre territoires séparatistes pro-russes : l’Abkhazie (qui se déclare indépendante de la Géorgie en 1992), l’Ossétie du Sud (qui se déclare indépendante de la Géorgie en 2008), et la Crimée (annexée par la Russie en 2014). Cette prise de distance du gouvernement kazakh avec la Russie est à mettre en perspective avec la prise de distance du président kazakh Kassym-Jomart Tokaïev avec son prédécesseur Noursoultan Nazarbaïev, dernier président d'une ex-république soviétique arrivé au pourvoir avec la dislocation de l'URSS. Ce revirement de la politique étrangère du Kazakhstan est salué par les États-Unis et par l'Union européenne, dont Astana souhaite se rapprocher.
En mars-avril, des manifestations hostiles à la Russie rassemblant plusieurs milliers de personnes ont lieu à Almaty, où un festival est organisé pour recueillir des fonds pour l’Ukraine, tandis que le président Kassym-Jomart Tokaïev ordonne de dégager des moyens pour répondre aux demandes d’aide humanitaire de Kiev. Plusieurs tonnes d'aide alimentaires et médicales sont acheminées du Kazakhstan vers l’Ukraine par avion en passant par la Pologne, pays membre de l'OTAN. En mai, pour marquer davantage sa désapprobation à l’invasion de l'Ukraine, le gouvernement kazakh annonce qu'il n’organisera pas de défilé militaire pour célébrer la fin de la « Grande Guerre patriotique », alors qu'il s'agit d'un élément essentiel de la propagande russe qui fait le parallèle entre la seconde guerre mondiale et l'invasion de l'Ukraine, supposée contre un gouvernement nazi, Mais le gouvernement kazakh va plus loin en déclarant qu'il ne permettrait pas que son pays soit utilisé pour contourner les sanctions contre la Russie, marquant un refroidissement sans précédent des relations russo-kazakhs depuis l'indépendance du pays. Dans ce contexte, le Kazakhstan décide de changer la dénomination de son pétrole en « KEBCO  » (Kazakhstan Export Blend Crude Oil) afin d'éviter toute confusion avec du pétrole russe et donc d'éventuelles sanctions occidentales.
En juin, le président kazakh Kassym-Jomart Tokaïev se rend au forum économique de Saint-Pétersbourg et déclare à son homologue Vladimir Poutine qu'il ne reconnaîtra pas l'indépendance des républiques ukrainienne séparatistes pro-russes, et faisant allusion à l’intervention militaire russe au  Kazakhstan six mois plus tôt, que la Russie « ne devrait pas essayer de s'attribuer le rôle de sauveur, car personne ne va servir et se prosterner ». Deux jours plus tard, Moscou coupe les exportations de pétrole kazakh via le port russe de Novorossiïsk, sur la mer Noire, utilisé par le Kazakhstan pour son commerce extérieur avec l'Europe, invoquant des motifs sécuritaires. En réaction, le mois suivant, Kassym-Jomart Tokaiev ordonne à son gouvernement de trouver de nouvelles voies pour exporter son pétrole sans passer par la Russie mais par la mer Caspienne, et de prendre des mesures pour augmenter la capacité d'un oléoduc transportant du pétrole en Chine. Parallèlement, Tokaïev s'engage publiquement à renforcer la coopération énergétique avec l'Union européenne, alors que cette dernière cherche à réduire sa dépendance envers les hydrocarbures russes.
En septembre 2022, la Russie, dont l'armée est en grande difficulté en Ukraine, annonce une mobilisation massive de conscrits pour soutenir sa campagne militaire. Celle-ci provoque un exode sans précédent de jeunes russes fuyant la mobilisation, dont plusieurs milliers sont accueillis au Kazakhstan. Le président kazakh Kassym-Jomart Tokaïev les déclare bienvenus, s'engage à les protéger, et condamne une nouvelle fois l’invasion de l'Ukraine par la Russie en déclarant : « L'intégrité territoriale d'un État doit être inaliénable, c'est un principe clé. ». Certains analystes voient dans sa déclaration une crainte que son propre territoire puisse être à son tour la cible des ambitions expansionnistes russes, alors que le Kazakhstan a aussi une part importante de sa population qui est russophone (20 %).
Le 28 novembre, Kassym-Jomart Tokaïev se rend à Moscou pour sa première visite à l'étranger après sa réélection la semaine précédente, et fait une nouvelle fois volte-face en louant les liens historiques entre le Kazakhstan et la Russie, tandis que son homologue fait l'éloge du « caractère spécial » des relations entre les deux pays. S'agissant du conflit russo-ukrainien toutefois Kassym-Jomart Tokaïev, tout en adoptant un ton moins critique envers la Russie, fait part de sa tristesse en déclarant : « Nous ne devons pas permettre aux peuples fraternels russe et ukrainien de se séparer pour des dizaines, voire des centaines d'années avec des rancunes qui ne cicatrisent pas ».
Un an plus tard, en novembre 2023, Vladimir Poutine se rend à Astana, la capitale kazakhe, et donne une conférence commune avec son homologue Kassym-Jomart Tokaïev sur les liens qui unissent leurs pays.

## Accords frontaliers
Le Kazakhstan et la Russie partagent une frontière de 6 846 km, la plus longue frontière terrestre de la Russie.
En janvier 2005, le président russe Vladimir Poutine et le président kazakh Noursoultan Nazarbaïev ont signé un accord approuvant une carte officielle de la frontière. Le 23 mai 2009, les deux pays ont placé leur premier marquage frontalier entre Atyraou au Kazakhstan et les provinces d'Astrakhan en Russie. La démarcation devrait prendre de dix à quinze ans.

## Domaines de coopération

### Coopération énergétique
En juin 2025, la compagnie nucléaire russe Rosatom annonce la construction de la première centrale nucléaire du Kazakhstan.